# Charaxes druceanus
Charaxes druceanus es una especie de lepidóptero perteneciente a la familia Nymphalidae, correspondiente al género Charaxes. Su periodo de vuelo se extiende durante todo un año, las larvas se alimentan de Syzygium cordatum, Syzygium guineense y de  Bersama abyssinica.

## Subespecies
- Charaxes druceanus brazza (Turlin, 1987)
- Charaxes druceanus cinadon (Hewitson, 1870)
- Charaxes druceanus druceanus (Butler, 1869)
- Charaxes druceanus entabeni (van Someren, 1963)
- Charaxes druceanus katamayu (Plantrou, 1982)
- Charaxes druceanus obscura (Rebel, 1914)
- Charaxes druceanus moerens (Jordan, 1936)
- Charaxes druceanus praestans (Turlin, 1989)
- Charaxes druceanus proximans (Joicey & Talbot, 1922)
- Charaxes druceanus septentrionalis (Lathy, 1926)
- Charaxes druceanus solitaria (Henning & Henning, 1992)
- Charaxes druceanus stevensoni (van Someren, 1963)
- Charaxes druceanus teita (van Someren, 1939)
- Charaxes druceanus vivianae (Plantrou, 1982)
- Charaxes druceanus williamsi (Plantrou, 1982)

## Localización
Es una especie de lepidóptero que se encuentra distribuido en casi toda África.